# اگتورپ
اگتورپ (به انگلیسی: Ugthorpe) یک روستا و محله مدنی در بریتانیا است که در Borough of Scarborough واقع شده‌است. اگتورپ ۲۲۵ نفر جمعیت دارد.